# Спартак (Миява)
«Спартак Миява» (словац. Spartak Myjava a.s.) — словацький футбольний клуб з міста Миява, заснований 1920 року. Виступає у Словацькій Суперлізі. Домашні матчі приймає на стадіоні «Миява», потужністю 2 709 глядачів.

## Досягнення
- Чемпіон Першої ліги: 1
  - 2012
- Призер Словацької Суперліги: 1
  - 2016 (3-тє місце)

## Участь в єврокубках
| Сезон   | Змагання         | Раунд                   | Клуб                  | Вдома | Виїзд | Разом |
| ------- | ---------------- | ----------------------- | --------------------- | ----- | ----- | ----- |
| 2016–17 | Ліга Європи УЄФА | 1 кваліфікаційний раунд | Адміра Ваккер Медлінг | 2–3   | 1–1   | 3–4   |